# アンティグア・グアテマラ
アンティグア・グアテマラ（Antigua Guatemala）は、グアテマラ・サカテペケス県にある都市。市名は単にアンティグア（Antigua）またはラ・アンティグアとも呼ばれることが多い。同名の基礎自治体の中心地であるとともに、サカテペケス県の県都になっている。
グアテマラ高地に位置し、スペインのムデハル様式の影響を受けたバロック建築と、植民地時代に建てられた多数の教会の遺構で知られている。ユネスコの世界遺産に登録されている。

## 歴史
ラ・アンティグア・グアテマラ（La Antigua Guatemala）とは「古いグアテマラ」を意味し、グアテマラで3番目の首都であった。最初の首都は、1524年7月25日にカクチケルの都であるイシムチェに建設された。ペドロ・デ・アルバラードが最初にグアテマラにやってきたとき、カクチケルはスペイン人と同盟を結び、協力してキチェ王国を倒した。イシムチェはナワトル語でテクパン・クァウテマランと呼ばれ、これがグアテマラの語源になった。7月25日が聖ヤコブの記念日であったことから、この都市はシウダ・デ・サンティアーゴ・デ・ロス・カバジェーロス・デ・グアテマラ（グアテマラの騎士たちの聖ヤコブの都市）と名づけられ、聖ヤコブは都市の守護聖人となった。その後スペイン人とカクチケルの同盟は破棄され、カクチケルはイシムチェを去った。
カクチケルの反乱が数回起きた後、1527年11月22日にホルヘ・デ・アルバラード（ペドロ・デ・アルバラードの兄）によってアルモロンガ谷 (valle de Almolonga) に首都が移された。現在のシウダー・ビエハのサン・ミゲル・エスコバルにあったこの町は、1541年9月11日にアグア火山から噴出した火山泥流により破壊されたため、1543年3月10日に近くのパンチョイ谷 (valle de Panchoy) に首都を移し、再びサンティアーゴ・デ・ロス・カバジェーロスと名づけた。これが現在のアンティグア・グアテマラにあたる。230年間にわたり、ヌエバ・エスパーニャのグアテマラ総督領（現在の中央アメリカのほとんどとメキシコ南部のチアパス州を治める）がアンティグアに置かれていた。
1717年9月29日、推定マグニチュード7.4の地震がアンティグアを襲い、3,000以上の建物が崩壊し、町のほとんどの建造物は廃墟となった。この地震被害により政府は首都の移転を考慮するようになった。
さらに1773年のサンタ・マルタ地震によって町の大部分が破壊されたことで、3度目の遷都へと至る。1776年スペイン王は首都を安全な場所に移す命令を下し、現在のシウダ・デ・グアテマラのある場所に首都が移された。新しい首都には古称は用いられず、ヌエバ・グアテマラ・デ・ラ・アスンシオン（被昇天の新しいグアテマラ）と名づけられ、守護聖人は聖母マリア被昇天とされた。壊滅的な被害を受けた旧首都サンティアーゴ・デ・ロス・カバジェーロスは放棄され、それ以後町はアンティグア・グアテマラ（古いグアテマラ）と呼ばれるようになった。

## 世界遺産
1979年、ユネスコは、アンティグア・グアテマラを世界遺産に登録した。現在、アンティグア・グアテマラには、以下のような物件が文化遺産として残る。
- カプチナス教会・修道院（es） -  1736年に建設された教会、修道院
- アンティグア・グアテマラ大聖堂（en） - 正式名称サンホセ大聖堂。1541年に建設され、1773年の大地震のあとに再建された。
- ラ・メルセー教会（en） - 1751年建設。1855年に再建された。
- サン・フランシンコ教会（en）-  1541年に建設された教会。
- サント・ドミンゴ修道院跡（en） - 1773年の地震の後には、廃墟として放置されている。現在は、一部がホテルとなっている。
- エルマーノ・ペドロ病院（en） - 1663年、ドミニコ会修道院の手によって建設された病院。

### 世界遺産登録基準
この世界遺産は世界遺産登録基準のうち、以下の条件を満たし、登録された（以下の基準は世界遺産センター公表の登録基準からの翻訳、引用である）。
- (2) ある期間を通じてまたはある文化圏において、建築、技術、記念碑的芸術、都市計画、景観デザインの発展に関し、人類の価値の重要な交流を示すもの。
- (3) 現存するまたは消滅した文化的伝統または文明の、唯一のまたは少なくとも稀な証拠。
- (4) 人類の歴史上重要な時代を例証する建築様式、建築物群、技術の集積または景観の優れた例。

登録基準に基づく評価内容は以下の通り。
- (2) アンティグア・グアテマラには、18 世紀のバロック様式で建てられた主要な建造物があり、現在も遺跡として保存されており、スペイン文化の痕跡が今も残っている。アンティグア・グアテマラは、17 世紀から 18 世紀にかけて、アメリカ大陸の他の地域やスペインへの宗教的な像や彫像の輸出の中心地であった。
- (3) アンティグア・グアテマラは、1543 年に遡る基本的な格子計画が維持されているラテンアメリカにおける都市計画の最も初期の傑出した例の 1 つである。その宗教、私有、政府関係の建物は、アンティグアにおけるスペイン植民地建築の傑出した証拠である。
- (4) アンティグア・グアテマラの多くの教会や修道院は、植民地時代のキリスト教会が市内の日常生活のあらゆる側面に影響を与えたことを証明している。この地域では、バロック様式を地域的にアレンジした 「Barroco antigueño」が発達し、この地域でよく起こる地震に耐えられるよう設計された。

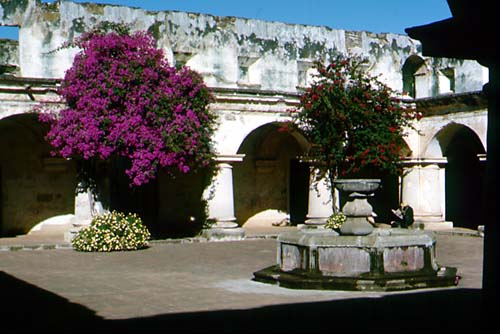
カプチナス教会・修道院のパティオ（中庭）
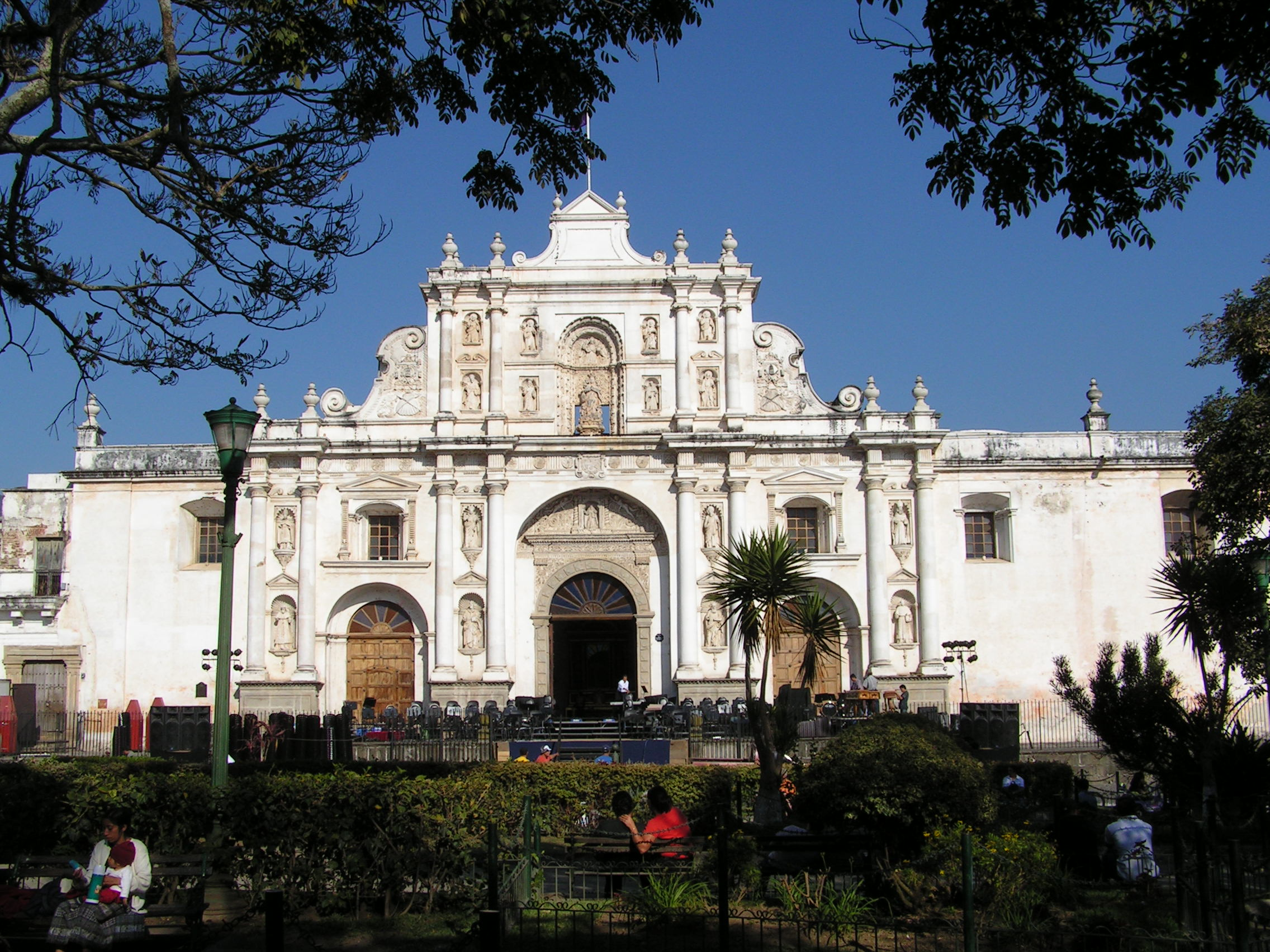
アンティグア・グアテマラ大聖堂
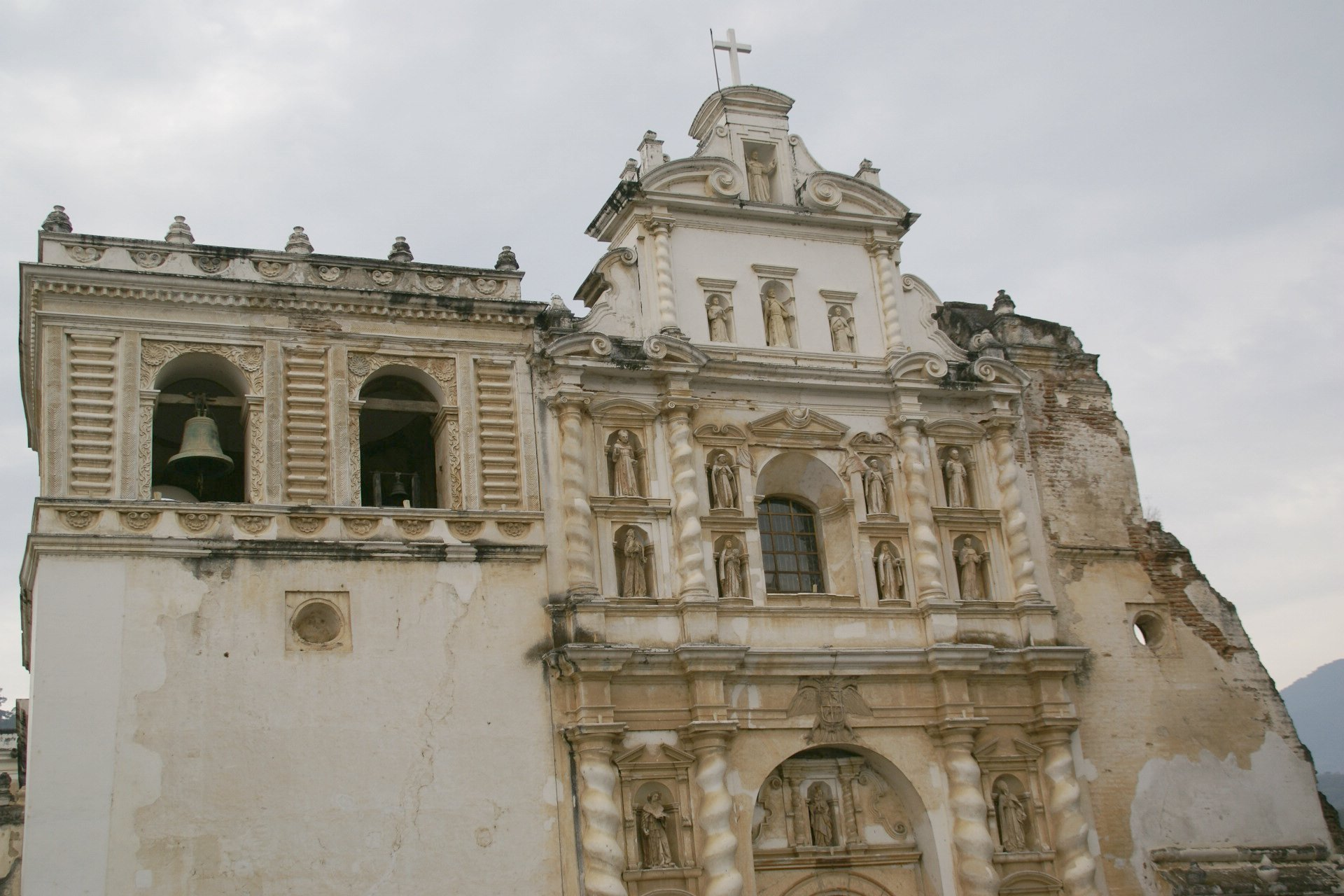
サン・フランシスコ教会
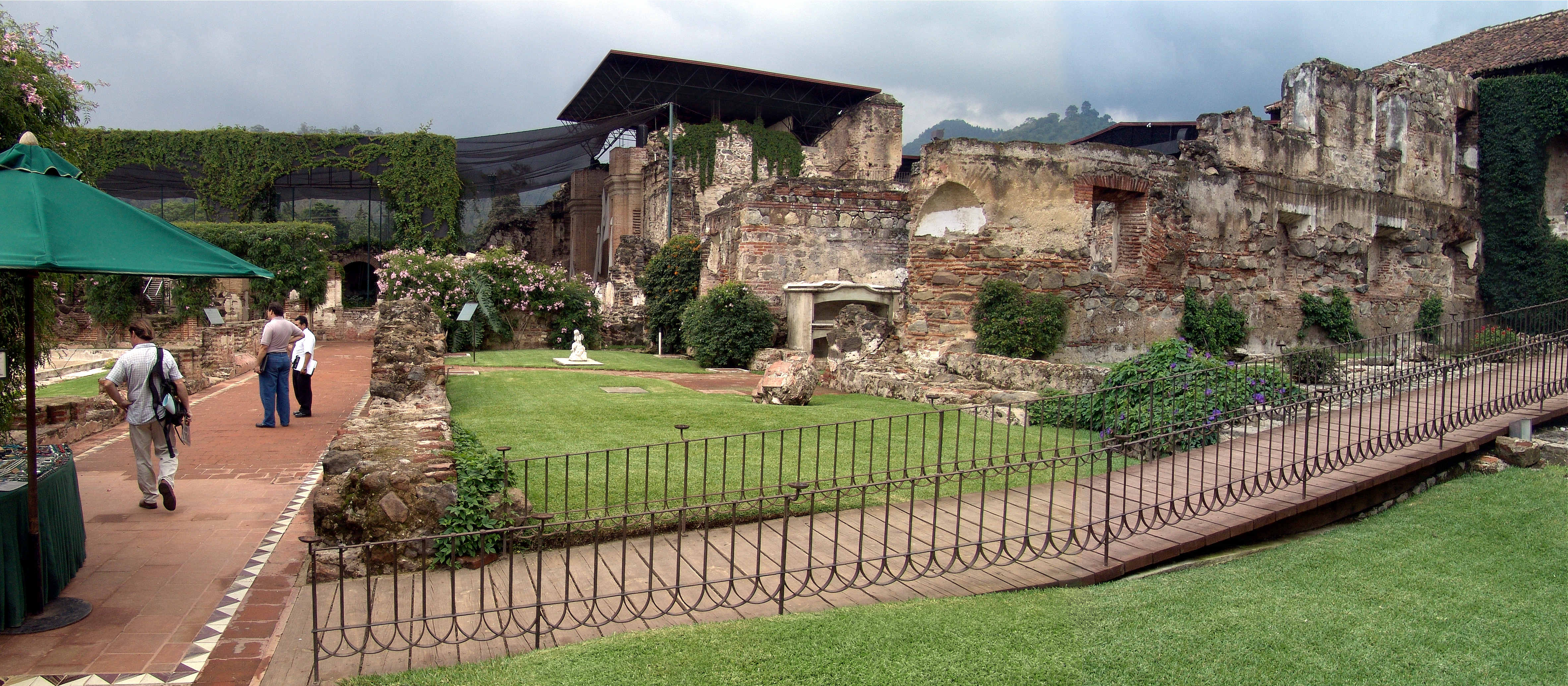
サント・ドミンゴ修道院跡
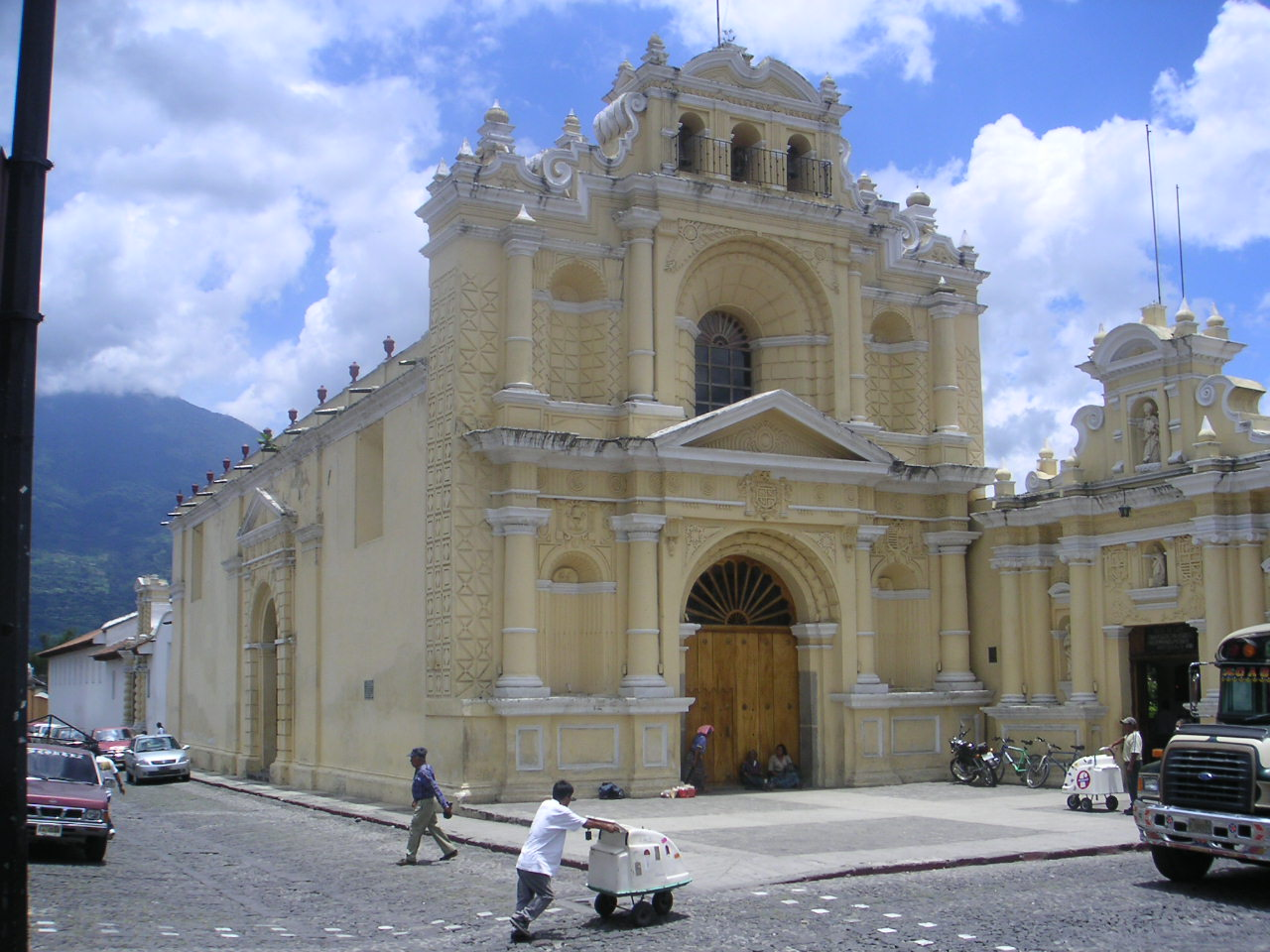
エルマーノ・ペドロ病院

## セマナサンタ（聖週間）
セマナサンタ（聖週間）は、復活祭の一週間前に行われる。その中でも、とりわけアンティグアのセマナサンタは、キリストが通った絨毯（＝アルフォンブラ）を街中でありふれた材料で再現して飾り付けることから多くの観光客を集め、世界一美しい祭りとも呼ばれている。

## 気候
| アンティグア・グアテマラの気候                                                                                | アンティグア・グアテマラの気候 | アンティグア・グアテマラの気候 | アンティグア・グアテマラの気候 | アンティグア・グアテマラの気候 | アンティグア・グアテマラの気候 | アンティグア・グアテマラの気候 | アンティグア・グアテマラの気候 | アンティグア・グアテマラの気候 | アンティグア・グアテマラの気候 | アンティグア・グアテマラの気候 | アンティグア・グアテマラの気候 | アンティグア・グアテマラの気候 | アンティグア・グアテマラの気候 |
| 月 | 1月                            | 2月                            | 3月                            | 4月                            | 5月                            | 6月                            | 7月                            | 8月                            | 9月                            | 10月                           | 11月                           | 12月                           | 年                             |
| --- | ------------------------------ | ------------------------------ | ------------------------------ | ------------------------------ | ------------------------------ | ------------------------------ | ------------------------------ | ------------------------------ | ------------------------------ | ------------------------------ | ------------------------------ | ------------------------------ | ------------------------------ |
| 平均最高気温 °C （°F）                                                                                        | 22.5 (72.5)                    | 23.4 (74.1)                    | 24.7 (76.5)                    | 25.0 (77)                      | 24.7 (76.5)                    | 23.6 (74.5)                    | 23.5 (74.3)                    | 23.8 (74.8)                    | 23.1 (73.6)                    | 22.7 (72.9)                    | 22.8 (73)                      | 22.3 (72.1)                    | 23.51 (74.32)                  |
| 日平均気温 °C （°F）                                                                                          | 16.6 (61.9)                    | 17.2 (63)                      | 18.3 (64.9)                    | 19.1 (66.4)                    | 19.5 (67.1)                    | 19.4 (66.9)                    | 19.0 (66.2)                    | 19.0 (66.2)                    | 18.7 (65.7)                    | 18.3 (64.9)                    | 17.7 (63.9)                    | 16.8 (62.2)                    | 18.3 (64.94)                   |
| 平均最低気温 °C （°F）                                                                                        | 10.8 (51.4)                    | 11.1 (52)                      | 11.9 (53.4)                    | 13.3 (55.9)                    | 14.3 (57.7)                    | 15.3 (59.5)                    | 14.6 (58.3)                    | 14.3 (57.7)                    | 14.4 (57.9)                    | 13.9 (57)                      | 12.7 (54.9)                    | 11.3 (52.3)                    | 13.16 (55.67)                  |
| 降水量 mm （inch）                                                                                            | 1 (0.04)                       | 3 (0.12)                       | 4 (0.16)                       | 25 (0.98)                      | 118 (4.65)                     | 231 (9.09)                     | 170 (6.69)                     | 141 (5.55)                     | 220 (8.66)                     | 131 (5.16)                     | 16 (0.63)                      | 5 (0.2)                        | 1,065 (41.93)                  |
| 出典：Climate-Data.org Instituto Nacional de Sismología, Vulcanología, Meteorología e Hidrología de Guatemala |                                |                                |                                |                                |                                |                                |                                |                                |                                |                                |                                |                                |                                |

## 姉妹都市
- アメリカ合衆国 フロリダ州コーラルゲーブルス[8]
- メキシコ プエブラ
- メキシコ サポパン
- メキシコ トラケパケ
- チリ バルパライソ
- ニカラグア グラナダ
- エクアドル キト
- アメリカ合衆国 カリフォルニア州グレンデール
- スペイン セビリア